# Pallanuoto ai Giochi della XXIX Olimpiade
Il torneo di pallanuoto dei Giochi Olimpici di Pechino si è svolto negli impianti dello Ying Tung Natatorium di Pechino tra il 10 ed il 24 agosto 2008.
Hanno preso parte alla rassegna 12 nazionali maschili e 8 femminili, che si sono affrontate secondo la stessa formula della precedente edizione di Atene.
Il torneo maschile ha visto la vittoria dell'Ungheria, al terzo trionfo olimpico consecutivo, mentre in campo femminile i Paesi Bassi hanno conquistato il titolo per la prima volta.

## Calendario
| Uomini | 1º turno |          | 1º turno |          | 1º turno |          | 1º turno |        | 1º turno |            | Quarti |        | Semifinali |  | Finale | 1 |
| Donne  |          | 1º turno |          | 1º turno |          | 1º turno |          | Quarti |          | Semifinali |        | Finale |            |  |        | 1 |
| Totale |          |          |          |          |          |          |          |        |          |            |        | 1      |            |  | 1      | 2 |

|  | Qualificazioni |  | Finali |

## Squadre partecipanti

### Torneo maschile
| Area                     | Evento                   | Posti | Date                          | Sede           | Qualificate                   |
| ------------------------ | ------------------------ | ----- | ----------------------------- | -------------- | ----------------------------- |
| Paese organizzatore      | -                        | 1     | -                             | -              | Cina                          |
| Campionati mondiali 2007 | Campionati mondiali 2007 | 3     | 17 marzo - 1º aprile 2007     | Melbourne      | Croazia Ungheria Spagna       |
| FINA World League 2007   | FINA World League 2007   | 1     | 3 luglio - 12 agosto 2007     | Berlino        | Serbia                        |
| Europa                   | Preolimpico europeo      | 1     | 2 - 9 settembre 2007          | Bratislava     | Montenegro                    |
| Americhe                 | Giochi panamericani 2007 | 1     | 13 - 29 luglio 2007           | Rio de Janeiro | Stati Uniti                   |
| Oceania                  | Preolimpico d'Oceania    | 1     | 30 novembre - 2 dicembre 2007 | Nuova Zelanda  | Australia                     |
| Preolimpico mondiale     | Preolimpico mondiale     | 4     | 2 - 9 marzo 2008              | Oradea         | Germania Italia Grecia Canada |

Torneo preolimpico:
Classifica finale: 1= Germania, 2= Italia, 3= Grecia, 4= Canada, 5= Romania, 6= Russia, 7= Slovacchia, 8= Macedonia, 9= Brasile, 10= Iran, 11= Messico, 12= Kazakistan.

### Torneo femminile
| Area                 | Evento                   | Posti | Date                  | Sede           | Qualificate                   |
| -------------------- | ------------------------ | ----- | --------------------- | -------------- | ----------------------------- |
| Paese organizzatore  | -                        | 1     | -                     | -              | Cina                          |
| Europa               | Preolimpico europeo      | 1     | 19 - 26 agosto 2007   | Kirishi        | Paesi Bassi                   |
| Americhe             | Giochi panamericani 2007 | 1     | 13 - 29 luglio 2007   | Rio de Janeiro | Stati Uniti                   |
| Oceania              | Preolimpico d'Oceania    | 1     | 17 - 19 dicembre 2007 | Brisbane       | Australia                     |
| Preolimpico mondiale | Preolimpico mondiale     | 4     | 17 - 24 febbraio 2008 | Imperia        | Italia Russia Grecia Ungheria |

Torneo preolimpico:
Classifica finale: 1= Italia, 2= Russia, 3= Grecia, 4= Ungheria, 5= Canada, 6= Spagna, 7= Kazakistan, 8= Germania, 9= Cuba, 10= Porto Rico.

## Podi
| Evento                          | Oro         | Argento     | Bronzo    |
| Pallanuoto maschile (dettagli)  | Ungheria    | Stati Uniti | Serbia    |
| Pallanuoto femminile (dettagli) | Paesi Bassi | Stati Uniti | Australia |

## Medagliere
| Posizione | Paese       |   |   |   | Totale |
| --------- | ----------- | - | - | - | ------ |
| 1         | Ungheria    | 1 | 0 | 0 | 1      |
| 1         | Paesi Bassi | 1 | 0 | 0 | 1      |
| 3         | Stati Uniti | 0 | 2 | 0 | 2      |
| 4         | Australia   | 0 | 0 | 1 | 1      |
| 4         | Serbia      | 0 | 0 | 1 | 1      |
| Totale    | Totale      | 2 | 2 | 2 | 6      |

## Risultati in dettaglio

### Torneo maschile
| Posizione | Squadra     | PG | V | P | S | GF | GS | Diff. |
| --------- | ----------- | -- | - | - | - | -- | -- | ----- |
|           | Ungheria    | 7  | 6 | 1 | 0 | 85 | 55 | +30   |
|           | Stati Uniti | 7  | 5 | 0 | 2 | 57 | 50 | +7    |
|           | Serbia      | 8  | 5 | 0 | 3 | 70 | 57 | +13   |
| 4         | Montenegro  | 8  | 3 | 2 | 3 | 68 | 52 | +16   |
| 5         | Spagna      | 7  | 5 | 0 | 2 | 51 | 44 | +7    |
| 6         | Croazia     | 7  | 4 | 0 | 3 | 71 | 49 | +22   |
| 7         | Grecia      | 8  | 4 | 0 | 4 | 72 | 81 | -9    |
| 8         | Australia   | 7  | 2 | 2 | 3 | 66 | 62 | +4    |
| 9         | Italia      | 8  | 4 | 1 | 3 | 93 | 82 | +11   |
| 10        | Germania    | 7  | 2 | 0 | 5 | 50 | 67 | -17   |
| 11        | Canada      | 7  | 1 | 0 | 6 | 40 | 81 | -41   |
| 12        | Cina        | 7  | 0 | 0 | 7 | 40 | 85 | -45   |

### Torneo femminile
| Posizione | Squadra     | PG | V | P | S | GF | GS | Diff. |
| --------- | ----------- | -- | - | - | - | -- | -- | ----- |
|           | Paesi Bassi | 6  | 3 | 1 | 2 | 52 | 50 | +2    |
|           | Stati Uniti | 5  | 3 | 1 | 1 | 50 | 44 | +6    |
|           | Australia   | 6  | 3 | 1 | 2 | 54 | 51 | +3    |
| 4         | Ungheria    | 5  | 2 | 2 | 1 | 44 | 37 | +7    |
| 5         | Cina        | 5  | 2 | 0 | 3 | 54 | 52 | +2    |
| 6         | Italia      | 5  | 2 | 2 | 1 | 43 | 44 | -1    |
| 7         | Russia      | 4  | 1 | 0 | 3 | 38 | 40 | -2    |
| 8         | Grecia      | 4  | 0 | 0 | 4 | 22 | 39 | -17   |